# Rastko Zager
Rastko Zager je slovenski glasbenik, avtor fusion in jazz glasbe. Vodi zasedbo Emil and the Detectives. V preteklosti je bil član zasedb Surfing Jazz Quintet in Drseči tečaj.

## Diskografija
- CD: Drseči tečaj - 1979 (1979) - SAZAS RAZACD004
- CD: Surfing Jazz Quintet - Waves (1983) - SAZAS RAZACD005
- CD: Rastko Zager - Faces of RZ (1990) - SAZAS RAZACD006
- CD: Eldo Meldo B.B. - Impresije (1996) - SAZAS RAZACD003
- CD: Emil and the Detectives - Agora (2017) - SAZAS RAZACD001
- CD: Emil and the Detectives - Sandcastles (2020) - SAZAS RAZACD002
- CD: Emil and the Detectives - Remote Proximity (2023) - SAZAS ETDCD001